# Wilhelm Peters (billedkunstner)
For zoologen, se Wilhelm Peters (zoolog)
Wilhelm Otto Peters (født 1851 i Oslo, død 1935 i Drøbak), var en norsk maler. Han var i starten af 1880erne tæt forbundet med Skagensmalerne.

## Uddannelse
Wilhelm Peters uddannede sig i tegning hos David Arnesen og Johan Fredrik Eckersberg i årene 1867-70. Han arbejdede derefter som illustrator og opnåede herved Karl XVs opmærksomhed, hvilket første til at han fik muligheden for at studere videre på Kunstakademiet i Stockholm fra 1871 til 1873. Derefter rejste Wilhelm Peters til Rom, hvor han studerede hos Antonio Piccinni fra 1873 til 1876. Han fuldendte sine studieår i 1880 efter ydermere at have opholdt sig i München og Paris.

## Arbejdsliv
Peters uddannede sig til historiemaler, men hans maleri tog derefter en mere folkloristisk drejning med udstillinger i Danmark. I slutningen af 1870erne blev han tiltrukket af den franske naturalisme i Paris. Da han kom til Skagen første gang i 1881, var det med alle sine udlandserfaring fra rejserne til Tyskland, Rom og Paris frisk i erindringen, og inspirationen herfra bidrog derved til modernismens gennembrud i nordisk maleri.
Efter at have mødt Michael og Anna Ancher under sit første besøg i Skagen, vendte han tilbage igen i 1882 og 1883 og lærte her Christian Krogh, P.S. Krøyer og Eilif Peterssen at kende. Han var en af de første af Skagensmalerne som malede fiskere på Brøndums Hotel i Skagen, et motiv som senere blev taget op af både Michael Ancher og P.S. Krøyer. Sidenhen lykkedes det William Peters at få et af sine malerier fra Skagen Høstutstillingen i Oslo i 1882.
I 1885 blev han lærer på Statens håndverks- og kunstindustriskole i Oslo, en stilling han beholdt indtil 1932. Ud over malerier og raderinger skabte han glasvinduer, for eksempel i Sankt Olav domkirke i Oslo.

### Notater
1. ↑  Wilhelm Peters
2. ↑  Læst 13 maj 2014